# Desmodium likabalium
Desmodium likabalium là một loài thực vật có hoa trong họ Đậu. Loài này được Bennet & S.Chandra miêu tả khoa học đầu tiên.